# Leon Doboszyński
Leon Doboszyński (ur. 25 kwietnia 1918 w Kutaisi, zm. 4 lutego 2007 w Warszawie) – polski uczony, specjalista uprawy łąk i pastwisk, profesor w Instytucie Melioracji i Użytków Zielonych w Falentach.
Był synem Ireneusza i Barbary z domu Kokoczaszwili. Małżeństwo rodziców zawarte zostało w gruzińskim Kutaisi, dokąd Ireneusz Doboszyński trafił po odbyciu służby w armii carskiej; Barbara była córką miejscowego zamożnego farmaceuty, ale miała również polskie korzenie – była wnuczką polskiego zesłańca, prawdopodobnie uczestnika powstania styczniowego, lekarza o nazwisku Iwaszkiewicz. W 1920 Doboszyńscy wraz z dwuletnim synem opuścili Gruzję i osiedli w majątku Boryskowicze na Wileńszczyźnie.
Leon Doboszyński ukończył szkołę średnią i zdał maturę w 1937, po czym trafił do wojska; odbył szkolenie w Mazowieckiej Szkole Podchorążych Rezerwy Artylerii w Zambrowie, potem służył w 19 pułku artylerii lekkiej w Nowej Wilejce. W 1938 podjął studia na Wydziale Rolniczym Uniwersytetu Stefana Batorego w Wilnie, ale przed wybuchem wojny zdążył zaliczyć tylko pierwszy rok. Jako podchorąży artylerii uczestniczył w wojnie obronnej we wrześniu 1939, potem należał do Armii Krajowej (Okręg Wileński, podporucznik, pseud. Luk). W 1944 brał udział w walkach o Wilno.
Po zakończeniu działań wojennych wznowił studia na działającym jeszcze Uniwersytecie Stefana Batorego; rychłe zamknięcie uczelni przez władze radzieckie pozwoliło mu jedynie na ukończenie pierwszego trymestru drugiego roku. W sierpniu 1945 jako repatriant trafił do Warszawy, gdzie za rekomendacją dawnych wileńskich profesorów mógł podjąć naukę od trzeciego roku studiów w Szkole Głównej Gospodarstwa Wiejskiego. Jeszcze jako student został w 1947 asystentem wybitnego specjalisty łąkarstwa Jana Grzymały, a rok później uzyskał dyplom ukończenia Szkoły Głównej. Przeniósł się wówczas do Skierniewic, gdzie nadal w charakterze asystenta SGGW prowadził razem z żoną stację meteorologiczną.
W latach 1951–1953 pracował w Instytucie Uprawy, Nawożenia i Gleboznawstwa w Warszawie, a od 1953, po przeniesieniu całego Działu Użytków Zielonych do nowo stworzonej placówki – w Instytucie Melioracji i Użytków Zielonych w Falentach. Był tam do 1960 kolejno starszym asystentem i adiunktem. W 1960, już z dyplomem doktorskim (obronionym w 1959 na Wydziale Rolnym SGGW), objął po śmierci prof. Grzymały kierownictwo Zakładu Użytków Zielonych w Instytucie Melioracji i Użytków Zielonych. W latach 1970–1973 kierował Zakładem Intensyfikacji Produkcji na Łąkach i Pastwiskach, następnie do 1983 Pracownią Nawożenia Łąk i Pastwisk. W 1971 przedstawił rozprawę habilitacyjną i powołany został na stanowisko docenta, w 1977 uzyskał tytuł profesora nadzwyczajnego. Był członkiem Rady Naukowej Instytutu Melioracji i Użytków Zielonych oraz komitetu redakcyjnego wydawnictw instytutowych.
W pracy naukowej Leon Doboszyński zajmował się gospodarką na łąkach i pastwiskach, szczególnie racjonalizacją i intensyfikacją nawożenia. Praca doktorska stanowiła wynik kilkuletnich badań nad siewami mieszankowymi traw z motylkowatymi, w tym wpływu komonicy zwyczajnej na plony nasion traw i zawartość białka w trawach. Habilitację Doboszyński uzyskał na podstawie doświadczeń nad zestawami nawozów mineralnych (NPK – azotowych, fosforowych i potasowych) dla różnych łąk i pastwisk. Już po przejściu na emeryturę opracował wyniki własnych wieloletnich badań nad wartością karnolitu (soli kłodawskiej) w nawożeniu łąk i pastwisk, a także zajął się historią polskich badań naukowych w zakresie nawożenia użytków zielonych od czasów najdawniejszych po rok 1990 (dwie części ogłoszone w „Bibliotece Wiadomości Instytutu Melioracji i Użytków Zielonych”, 1993, nr 80; część trzecia, Nawożenie użytków zielonych w świetle prac polskich, ukazała się w 1996). Łącznie ogłosił przeszło 250 prac naukowych, rozdziałów w książkach, broszur, referatów, artykułów (m.in. rozdział w książce Nawożenie, 1979). Był promotorem trzech doktoratów oraz recenzentem kilku prac doktorskich i habilitacyjnych. Od 1971 redagował dział łąkarski w „Wiadomościach Melioracyjnych i Łąkarskich”. Publikował m.in. w „Gazecie Rolniczej – Chłopi”, „Rolniku Polskim”, „Wiadomościach Korespondenta rolnego GUS”, „Plonie”, „Przeglądzie Hodowlanym”, „Nowym Rolnictwie”, „Gromadzie–Rolniku Polskim”. Wygłaszał też pogadanki w Programie I Polskiego Radia.
Przez kilka kadencji należał do organów Polskiej Akademii Nauk – Komitetu Uprawy Roślin (przy Wydziale V Akademii) i Komitetu Melioracji, Łąkarstwa i Torfoznawstwa. Brał także udział w pracach Rady Naukowo-Technicznej przy ministrze rolnictwa. Od lat 50. XX wieku należał do Sekcji Łąkarzy i Torfiarzy Naczelnej Organizacji Technicznej, gdzie był wiceprzewodniczącym i współorganizatorem dorocznych konferencji łąkarskich. Uczestniczył w międzynarodowych kongresach użytków zielonych (w 1966 w Helsinkach, w 1974 w Moskwie, w 1977 w Lipsku) oraz w Generalnej Konferencji Europejskiej Federacji Łąkarskiej w Uppsali (1979).
Leon Doboszyński był odznaczony m.in. Krzyżem Kawalerskim Orderu Odrodzenia Polski, Srebrnym Krzyżem Zasługi, złotymi odznakami honorowymi Naczelnej Organizacji Technicznej i Stowarzyszenia Inżynierów i Techników Wodnych i Melioracyjnych (był także członkiem honorowym tego stowarzyszenia), odznaką „Zasłużony Pracownik Rolnictwa”. W 1979 został laureatem zespołowej nagrody resortowej. Jako weteran wojenny i członek Światowego Związku Żołnierzy Armii Krajowej otrzymał także odznaczenia i odznaki kombatanckie, m.in. Krzyż Armii Krajowej.
Był żonaty (żona Janina Wołczek), miał czworo dzieci (synowie Wojciech, ur. 1946; Marian, ur. 1948; córka Anna, ur. 1954; trzeci syn, ur. 1951, zmarł w dzieciństwie w następstwie wypadku). Córka Anna została profesorem Akademii Medycznej w Warszawie.
Zmarł 4 lutego 2007 w Warszawie, pochowany został na cmentarzu w Raszynie w grobie rodzinnym.